# Platyrrhinus dorsalis
Platyrrhinus dorsalis — вид родини листконосові (Phyllostomidae), ссавець ряду лиликоподібні (Vespertilioniformes, seu Chiroptera).

## Середовище проживання
Країни поширення: Колумбія, Еквадор, Панама, Венесуела. Проживає від 230 до трохи більше 2000 м. Знаходиться в вічнозелених лісах і узліссях передгір'їв і гірської місцевості.

## Звички
Був виявлений під пальмовим листям і серед листя в кластерах. В основному плодоїдний. Вид симпатричними з P. chocoensis.

## Загрози та охорона
Збезлісення і зміни у землекористуванні є загрозами. Живе в деяких природоохоронних територіях.